# Marcelino Oreja Aguirre

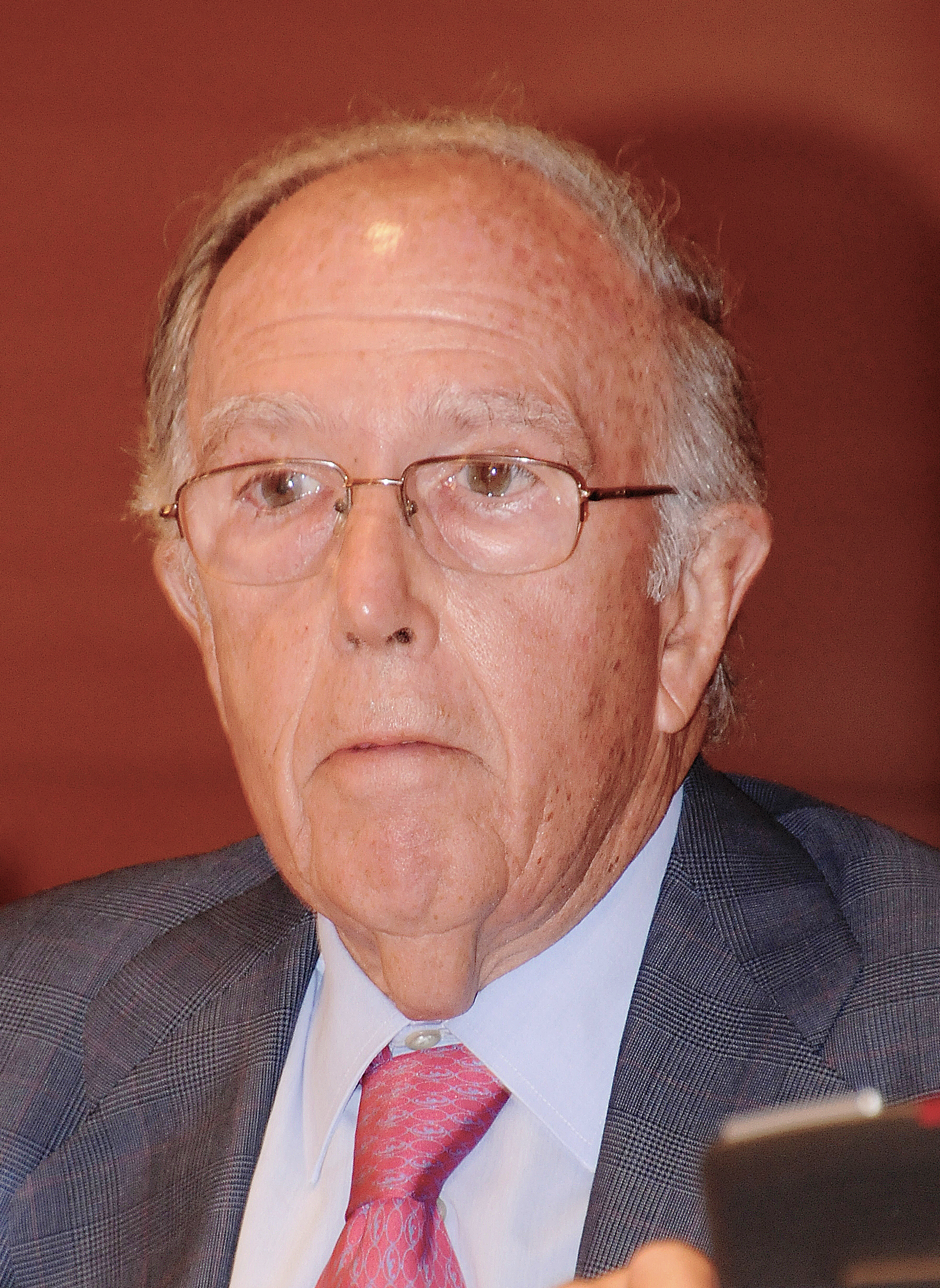
Marcelino Oreja Aguirre, 2014

Marcelino Oreja Aguirre (* 13. Februar 1935) ist ein spanischer Politiker (Partido Popular).

## Leben
Marcelino Oreja Aguirre hat in Madrid Rechtswissenschaften studiert. 1960 wurde er Diplomat im Stab des spanischen Außenministers und 1962 bis 1970 dessen Referent. 1962 war er Mitglied des Rates der Professoren der Diplomaten-Hochschule und 1968 deren stellvertretender Direktor.
1970 war er Direktor für internationale Beziehungen der Staatsbank Spaniens. Dann war er 1974 Unterstaatssekretär beim Informations- und Tourismusminister und 1975 beim Außenminister, bis er 1976 bis 1980 Außenminister wurde. Unter seiner Leitung entwickelte Spanien eine engagierte Außenpolitik. Er sah Spanien als eine Mittelmacht, der aufgrund ihrer strategischen Lage eine Rolle als Vermittlerin zukomme.
1977 ernannte ihn König Juan Carlos I. zum Senator. Abgeordneter der Provinz Guipuzkoa wurde er 1979. Vertreter (im Range des Ministers) der Zentralregierung bei der Regierung der Autonomen Gemeinschaft Baskenland wurde er 1980. 1982 wurde er Abgeordneter der Provinz Álava.
1984 bis 1989 wurde er Generalsekretär des Europarates und dann Mitglied des Europäischen Parlamentes, Vizefraktionsvorsitzender der EVP und Vorsitzender des Institutionellen Ausschusses. 1991 auch Vorsitzender des beratenden Gremiums für Bioethik der Kommission.
1992 hatte er den Auftrag durch den institutionellen Ausschuss des Parlamentes einen Vorentwurf einer Europäischen Verfassung auszuarbeiten, der im April 1993 der Kommission vorgelegt wurde.

## Ehrungen
- 2017 verlieh ihm die Europäische Akademie von Yuste den Europapreis Karl V.